# سبايرو: انتر ذا دراجون فلاي
سبايرو: ادخل المغزل (بالإنجليزية: Spyro: Enter the Dragonfly)‏ لعبة من سلسلات العاب سبايرو الشهيرة، اصدرت عام 2002 و تعتبر أول لعبة سبايرو تصدر على جهاز البلاي ستيشن 2 ونينتندو غيم كيوب، قوبلت بنقد حاد من قبل نقاد الألعاب.

## روابط خارجية
- سبايرو: انتر ذا دراجون فلاي على موقع IMDb (الإنجليزية)